# Ганнівка (Баштанський район)
Га́ннівка — село в Україні, у Софіївській сільській громаді Баштанського району Миколаївської області. Населення становить 355 осіб. До 2018 року орган місцевого самоврядування — Баратівська сільська рада.

## Відомі люди

### Народилися
- Коваль Іван Кирилович — астроном, доктор фізико-математичних наук, почесний професор Чернігівського національного педагогічного університету імені Т. Г. Шевченка.